# Heinrich Tugendhold Stiepel
Heinrich Tugendhold Stiepel (* 7. August 1822 in Haßlinghausen, Westfalen; † 20. März 1886 in Reichenberg, Österreich-Ungarn) war ein österreichischer Drucker und Verleger.

## Leben
Heinrich Tugendhold Stiepel, der Sohn des Dorfschullehrers und späteren  Unternehmers Heinrich Stiepel, lernte das Schriftsetzerhandwerk in Bochum und arbeitete später in Aachen und im schlesischen Waldenburg.
Bei der Prager Zeitung wurde er 1851 Metteur en pages. Im Jahr 1853 erwarb er die Buchdruckerei Moritz Adam in Rumburg, in dessen Verlag der Rumburger Anzeiger und ab 1857 der Nordböhmische Gebirgsbote erschien.
Im Jahr 1857 erlangte Stiepel die Buchdruckerkonzession für Reichenberg, während er die Druckerei in Rumburg seinem Bruder Julius Robert Stiepel (* 7. April 1826 in Haßlinghausen; † 1. Jänner 1887 in Freindorf, Oberösterreich) überließ. Er selbst übersiedelte ebenfalls nach Reichenberg.
Mit der Hilfe des Textilindustriellen Johann Liebieg gab er ab 1860 die liberal ausgerichtete Reichenberger Zeitung heraus. Alexander von Peez war der erste Chefredakteur. 1866 trat auch sein Bruder Julius, der den Verlag in Rumburg auch wieder verkaufte in den Verlag, der dann auf Gebrüder Stiepel umbenannt wurde. Die Zeitung entwickelte sich zur auflagenstärksten deutschsprachigen Zeitung Nord- und Westböhmens.
Stiepel starb im Jahr 1886 an einem Herzschlag. Sein Werk wurde von seinem Sohn Wilhelm Friedrich Johann von Stiepel fortgeführt.